# Jonathan Learoyd
Jonathan Learoyd, né le 3 novembre 2000 à Albertville, est un sauteur à ski franco-britannique concourant sous licence française.

## Biographie
Né en France de parents britanniques, Jonathan Learoyd commence le saut à ski à l'âge de 6 ans à Courchevel et saute ensuite pour le club local.
En 2013, il dispute sa première compétition internationale pour les jeunes à Hinterzarten ; il s'y classe sixième. Un an plus tard, il signe sa première victoire sur le même tremplin. En 2016, il est sélectionné pour les Jeux olympiques de la jeunesse à Lillehammer, prenant la cinquième place du concours individuel, puis les Championnats du monde junior à Rasnov. En décembre 2016, il fait ses débuts dans la Coupe continentale à Vikersund. Deux mois plus tard, il prend part au Festival olympique de la jeunesse européenne à Erzurum, où il décroche trois médailles d'argent en individuel, par équipes masculines et par équipes mixtes.
À l'été 2017, il figure sur plusieurs podiums dans la Coupe OPA. Dans sa lancée, il monte sur son premier podium en Coupe continentale à Vancouver en fin d'année et gagne ensuite à Engelberg. Ses résultats en Coupe continentale lui permettent d'entamer sa carrière en Coupe du monde lors de la saison 2017-2018, à l'âge de 17 ans. Il marque ses premiers points à Oberstdorf, lors de la première épreuve de la tournée des quatre tremplins en prenant la 29e place, après s'être classé 19e de la première manche.
Cette même saison, il est sélectionné aux côtés de Vincent Descombes-Sevoie pour représenter la France aux Jeux Olympiques de Pyongchang, se qualifiant notamment sur la deuxième manche au petit tremplin avec le 27e rang final. Il se classe par ailleurs sixième du concours des championnats du monde junior, remporté par le norvégien Marius Lindvik. En mars 2018, il remporte son premier titre de champion de France à Prémanon.
Après de bons résultats lors de la saison 2018-2019 et une participation aux Championnats du monde de Seefeld (26e et 28e), ses performances sont moins bonnes lors de la saison 2019-2020. Il explique qu'avoir fait une école d’architecture à l’Université en tant que double projet et le fait de n'être pas au clair dans sa vie ont joué sur ses résultats.

## Palmarès

### Jeux olympiques d'hiver
| Épreuve / Édition | Pyeongchang 2018 |
| Petit tremplin    | 27e              |
| Grand tremplin    | 41e              |

### Championnats du monde
| Épreuve / Édition | Seefeld 2019 |
| Petit tremplin    | 26e          |
| Grand tremplin    | 28e          |

### Coupe du monde
- Meilleur classement général : 63e en 2018.

#### Résultats détaillés
| Saison  | Étape n°1 | 2       | 3            | 4            | 5                | 6         | 7         | 8          | 9                      | 10        | 11            | 12       | 13       | 14        | 15        | 16    | 17   | 18          | 19        | 20        | 21      | 22      | Points | Classement général |
|         |           |         |              |              |                  |           |           |            |                        |           |               |          |          |           |           |       |      |             |           |           |         |         |        |                    |
| 2017/18 | Wisła     | Kuusamo | Nizhny Tagil | Nizhny Tagil | Titisee-Neustadt | Engelberg | Engelberg | Oberstdorf | Garmisch-Partenkirchen | Innsbruck | Bischofshofen | Tauplitz | Zakopane | Willingen | Willingen | Lahti | Oslo | Lillehammer | Trondheim | Vikersund | Planica | Planica | 8      | 63e                |
| 2017/18 | –         | –       | –            | –            | –                | 35e       | 39e       | 29e        | 46e                    | –         | –             | –        | –        | –         | –         | –     | 25e  | 41e         | 41e       | –         | –       |         | 8      | 63e                |

#### Classements généraux annuels
| Année | Classement général | Tournée des 4 tremplins |
| 2018  | 63e                | 44e                     |
| 2019  | nc                 | 60e                     |

### Jeux olympiques d'hiver de la jeunesse
- 5e au concours individuel de saut à ski en 2016.

### Championnats du monde junior
- 6e au concours individuel de saut à ski en 2018.
- 4e au concours par équipes mixtes de saut à ski en 2018.

### Festival olympique de la jeunesse européenne
- Médaille d'argent en individuel en 2017.
- Médaille d'argent par équipes en 2017.
- Médaille d'argent par équipes mixtes en 2017.

### Coupe continentale
- 3 podiums individuels, dont 1 victoire.

### Championnats de France
Il est champion de France en individuel en 2018 et 2019 et par équipes en 2019.